# Sublette megye
Sublette megye az Amerikai Egyesült Államokban, azon belül Wyoming államban található. Megyeszékhelye és legnagyobb városa Pinedale. Lakosainak száma 8728 fő (2020. április 1.). Sublette megye Fremont, Sweetwater, Lincoln és Teton megyékkel határos.

## Népesség
A megye népességének változása:
| Lakosok száma | 10 231 | 10 115 | 10 370 | 10 041 | 9899 | 8728 |
|               | 2010   | 2011   | 2012   | 2013   | 2015 | 2020 |